# 高瀬山古墳
高瀬山古墳（たかせやまこふん）は、山形県寒河江市高瀬山にある古墳時代後期に築造されたと推定される円墳。

## 概要
環状にめぐる幅5メートル周溝を持ち、周溝の外径は34メートル、内径は23メートル、高さ1.3メートルである（平成15年調査）。内部主体は粘板岩質の石材を組み合わせた箱式石槨で、石槨の底には丹を塗った小石が敷き詰められており、副葬品として直刀1振（鉄剣）が発見された（山形大学附属博物館所蔵）。石槨内部の長径は220cm、幅40cm、深さ57cm。石槨は円墳中央から東にずれていたため、円墳中央部には木棺があったと考えられる。造られた時期は、7世紀前後と考えられ、昭和28年（1953年）2月20日県指定史跡に指定されている。
昭和56年（1981年）、付近から古墳時代前期の方形周溝墓の一部が発掘された。その後、高速道路建設に伴う発掘調査で高瀬山古墳の北東部からも環状にめぐる周溝が数か所で発見され、古墳群が存在したことが判明した。 
現在は最上川ふるさと総合公園内に復元されている。

## 高瀬山地域
古墳が存在する高瀬山地域は旧石器時代から中世まで1000年以上にわたって人々が居住し、広さ90haあまりの南東北最大級の集落であったことが発掘により判明している（高瀬山遺跡）。

## 所在地
寒河江市大字寒河江乙978-108（の内）

## 交通アクセス
- 左沢線寒河江駅より徒歩で約15分。駐車場あり。
- 寒河江SA（スマートインターチェンジ）より車で1分。